# Хеслехолм
Хеслехолм (на шведски: Hässleholm) е град в южна Швеция, лен Сконе. Главен административен център на едноименната община Хеслехолм. Намира се на около 440 km на югозапад от столицата Стокхолм и на 80 km на североизток от Малмьо. Получава статут на град през 1914 г. ЖП възел. Населението на града е 18 500 жители според данни от преброяването през 2010 г.

## Побратимени градове
- Дарлово, Полша
- Екернфьорде, Германия
- Нюкьобинг-Рьорвиг, Дания